# Cerro do Castelo da Nave
O Cerro do Castelo da Nave corresponde a dois sítios arqueológicos no Município de Monchique, em Portugal, onde foram descobertos vestígios desde a Idade do Bronze até ao período islâmico, passando pela Idade do Ferro e pelo domínio romano.

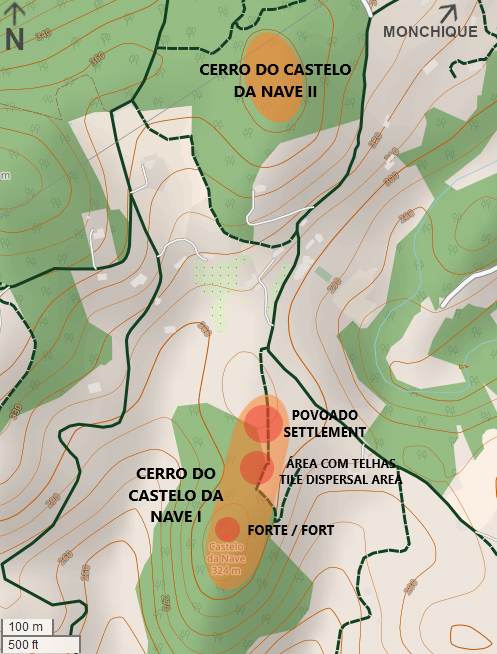
Mapa com as áreas arqueológicas do Cerro do Castelo da Nave. A Norte está o antigo povoado fortificado, e a Sul está a fortaleza islâmica, com uma zona residencial própria. Entre o forte e a zona habitacional encontra-se uma mancha de telhas e outros vestígios arqueológicos, provavelmente formada a partir do escorrimento das antigas casas, situadas mais acima na vertente.

## Descrição
O conjunto arqueológico do Cerro do Castelo da Nave é formado por dois núcleos construtivos, um referente a uma antiga povoação habitada desde a desde a Idade do Bronze até ao período romano, e outro identificado como um forte com um povoado próprio, ocupado durante a Idade Média muçulmana. A área do Castelo da Nave situa-se a cerca de 2 Km das Caldas de Monchique e a 4 Km da moderna vila de Monchique, nas imediações da aldeia da Nave.
O Cerro do Castelo da Nave 1 é composto por uma pequena fortificação com uma área residencial anexa, estando o forte situado no topo de uma colina com 338 m de altitude, permitindo um bom controlo visual sobre a região em redor, até ao Rio Arade. Para a construção do imóvel foi aplanado o topo da colina, formando um planalto com cerca de 50 por 30 m. Durante os trabalhos arqueológicos foram encontrados indícios de estruturas em pedra nas faces Norte e nascente, numa plataforma abaixo do forte, que podem ter pertencido a uma povoação fortificada.
Por seu turno, o Cerro do Castelo da Nave 2 situa-se no topo de uma outra colina, formando uma zona plana com 363 m de altitude e cerca de 70 m de largura máxima, localizado sensivelmente a Norte do primeiro sítio arqueológico. Tal como sucede com o forte islâmico, esta situação permitia um excelente controlo visual sobre a região em redor, nomeadamente o litoral, a zona Sul do conjunto montanhoso da Fóia, e a passagem natural entre as serras. Também são visíveis as áreas onde se encontram as necrópoles da Palmeira, do período neolítico, e de Alcaria. No topo da colina encontra-se uma plataforma aplanada, com 70 m de largura máxima, com vários afloramentos rochosos e pedras, que poderiam ter feito parte de antigas muralhas. A zona de dispersão dos vestígios no segundo sítio tem cerca de 7100 a 8000 m², tendo sido principalmente descobertos no lado nascente da área construtiva, pelo que a sua disposição terá sido .
Em termos de espólio, no Cerro do Castelo da Nave 1 foram descobertas várias peças de cerâmica, incluindo recipientes de cozinha como tijelas, jarros e alguidares, e de construção. Também foram recolhidos vestígios de moluscos perto da muralha, na parte mais elevada do cerro. Quanto ao segundo sítio, foram recolhidos partes de vários objectos de cerâmica, feitas tanto de forma manual como de torno, tégulas, escórias de ferro, e peças líticas, como uma lâmina denticulada em sílex e partes de mós manuais.
Os dois monumentos do Cerro do Castelo da Nave e o Castelo de Alferce são considerados como alguns dos principais vestígios do período islâmico, no território do Município de Monchique.

## História

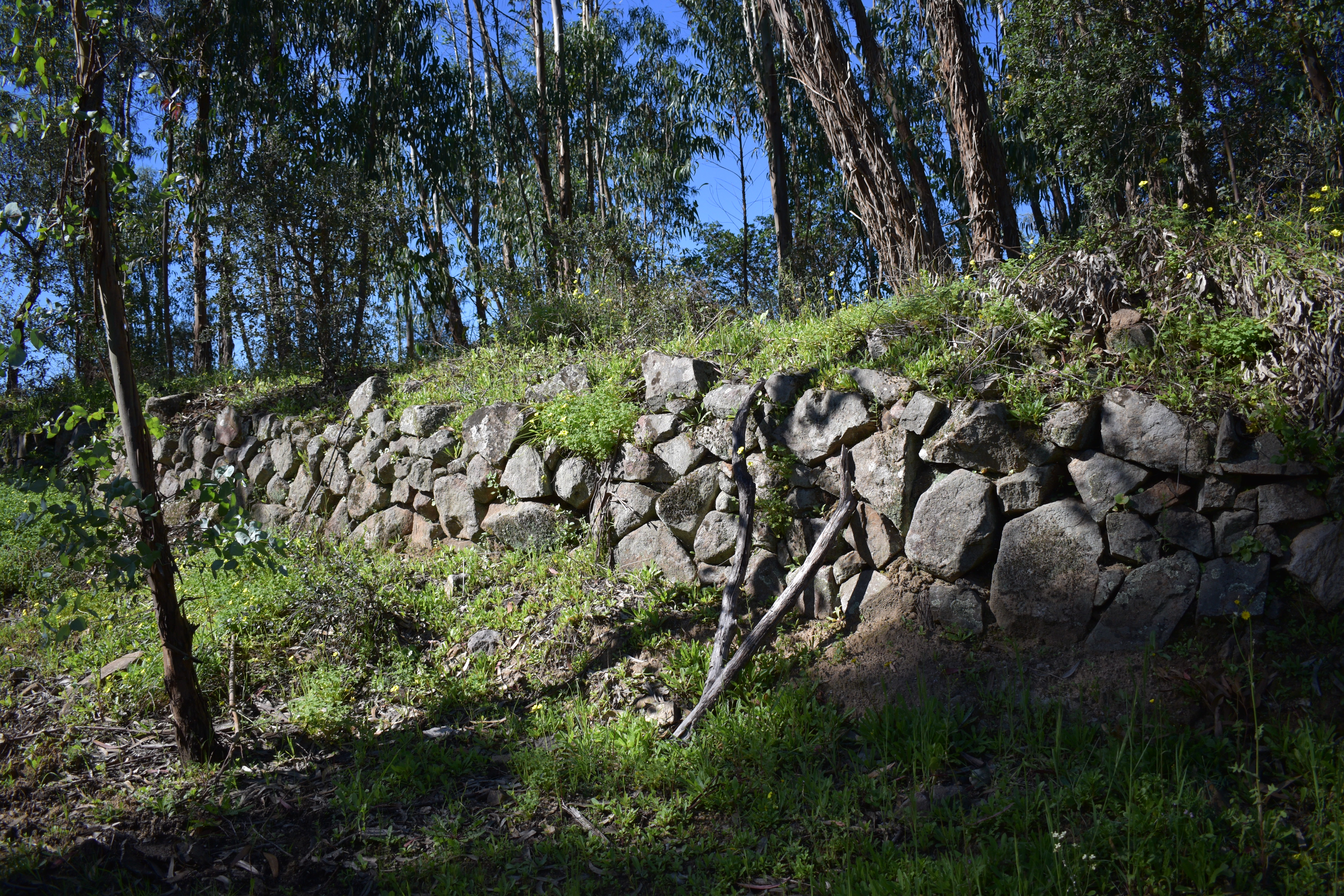
Vestígios de um muro.

De acordo com o espólio encontrado no local, o sítio do Cerro do Castelo da Nave 2 é o que tem ocupação mais antiga, desde a Idade do Bronze até ao Período Romano, passando pela Idade do Ferro. Devido ao seu enquadramento na Idade do Bronze, é possível que o segundo sítio esteja associado com várias sepulturas do mesmo período, encontradas na zona das Caldas de Monchique. Com efeito, o vale onde se situam as Caldas possuía uma grande importância para as populações pré-históricas, devido provavelmente às suas fontes termais. Por seu turno, os fragmentos de cerâmica recolhidos no Cerro do Castelo da Nave 1 apontam para uma ocupação muito posterior, entre os séculos X e XIII, período correspondente ao domínio muçulmano na Península Ibérica. Devido à sua importância como ponto de controle da região, provavemente terá sido o castellum de Munchite, referido no âmbito da conquista de Silves, em 1189.
O sítio arqueológico do Cerro do Castelo da Nave 1 foi identificado em 1940 pela equipa de arqueólogos Abel Viana, José Formosinho e Octávio da Veiga Ferreira, que descobriram vestígios de terraplanagens no alto da colina, e de restos de muralhas nas vertentes Norte e nascente, além de vários fragmentos de cerâmica, que dataram tanto do domínio romano como da Alta Idade Média. Devido aos materiais encontrados, os arqueólogos identificaram o local como um pequeno povoado de feição castreja, tendo sido desde essa altura considerado como uma fortificação do período romano.
Em 2002, foram feitas sondagens no local do Cerro do Castelo da Nave, tendo sido identificados os restos de várias estruturas de pedra a Norte e a nascente. Em 2005, foram feitas novas prospecções, tendo estes trabalhos confirmado a presença da zona fortificada no topo da colina, e descoberto uma área residencial numa plataforma mais abaixo. Também permitiram uma melhor avaliação da cronologia do local, tendo sido descartada a teoria que teria sido ocupado durante o periodo romano, permanecendo apenas como uma fortificação do domínio islâmico, que teria sido utilizada entre os séculos X ou XI até aos séculos XII ou XIII. Em 2012, ambos os sítios foram alvo de trabalhos de prospecções, no âmbito do programa arqueológico A Pré-história recente e a Proto-história da Serra de Monchique, coordenado por Raquel Maria da Rosa Vilaça e Fábio Filipe Gomes Simões Capela. Os vestígios arqueológicos foram muito danificados pelas actividades agrícolas, principalmente a plantação de eucaliptos, tendo entrado num processo de destruição desde 1993.